# Experiment de Miller i Urey

L'experiment de Miller i Urey

L'experiment de Miller i Urey era un experiment que simulava les condicions hipotètiques en què es creia que eren presents en l'etapa primerenca del desenvolupament del planeta Terra, i que es van provar perquè ocorreguessin els orígens químics de la vida (abiogènesi). Específicament aquest experiment assajà les hipòtesis (d'Alexander Oparin i J. B. S. Haldane) sobre que les condicions de la Terra primitiva afavorien les reaccions químiques que sintetitzaven compostos orgànics des de precursors inorgànics. Es considera l'experiment clàssic sobre l'origen de la vida i va ser portat a terme l'any 1952 i publicat l'any 1953 per Stanley Miller i Harold Urey de la Universitat de Chicago.
Aquest experiment representa la primera comprovació sobre la formació espontània de molècules orgàniques a partir de substàncies inorgàniques simples en les condicions ambientals adequades.
Després de la mort de Miller, l'any 2007, els científics varen reexaminar els productes conservats de l'experiment original i van veure que en l'experiment original de Miller s'havien produït més de 20 aminoàcids, la qual cosa representa un nombre més gran del que havia informat Miller en el seu moment, i més dels 20 aminoàcids que es presenten de manera natural a la vida. Per altra banda, sembla que la composició de l'atmosfera de la Terra primitiva podria tenir una composició diferent a la del gas usat en l'experiment Miller–Urey. Hi ha proves de grans erupcions volcàniques fa 4.000 milions d'anys enrere, les quals podrien haver alliberat diòxid de carboni, nitrogen, àcid sulfhídric (H₂S), i diòxid de sofre (SO₂) cap a l'atmosfera. Els experiments fent servir aquests gasos afegits als de l'experiment original de Miller–Urey han produït més molècules diferents.

## Experiment
Aquest experiment feia servir aigua (H₂O), metà (CH₄), amoníac (NH₃), i hidrogen (H₂). Els productes químics quedaven segellats en un ventall estèril de tubs de vidre i flascons connectats en un bucle, amb un d'ells mig ple d'aigua líquida i un altre que contenia un parell d'elèctrodes. S'escalfava l'aigua fins a la seva evaporació i es feien espurnes entre els elèctrodes per simular els llampecs a través de l'atmosfera de la Terra i el vapor d'aigua; després l'atmosfera es tornava a refredar i així l'aigua es condensava i tornava al primer flascó fent un cicle continu.
En el decurs d'un dia, la mescla es va tornar de color rosa, i després de dues setmanes sense interrompre l'experiment, Miller i Urey observaren que un 10–15% del carboni de l'interior del sistema estava ara en forma de compostos orgànics. Un dos per cent del carboni havia format aminoàcids que es fan servir per construir les proteïnes en les cèl·lules vives, essent la glicina la més abundant. També es van formar sucres i lípids. No es varen formar àcids nucleics en aquesta reacció, però els 20 aminoàcids comuns es van formar en diverses concentracions.
L'experiment original està actualment sota la cura de l'antic alumne de Miller i Urey Jeffrey Bada, professor a la UCSD, a la Universitat de Califòrnia, San Diego, Scripps Institution of Oceanography. L'aparell utilitzat en l'experiment s'exhibeix al Denver Museum of Nature and Science.

## Altres experiments
Aquest experiment n’inspirà molts d'altres. L'any 1961, el català Joan Oró va trobar que l'adenina es podia fer a partir de cianur d'hidrogen (HCN) i amoníac en solució aquosa. A banda de l'adenina, hi ha molts aminoàcids que també es formen en condicions similars. Experiments fets més tard mostraren que altres bases nucleiques (com les que conformen l'ADN i l'ARN) es podien obtenir simultàniament simulant la química prebiòtica en una atmosfera reductora.